# إريك باش
إريك باش (بالألمانية: Erich von dem Bach-Zelewski) (و. 1899 – 1972 م) هو سياسي، وعسكري ألماني، كان عضوًا في الحزب النازي، ويحمل رتبة عسكرية أوبر غروبن فوهرر، توفي في ميونخ، عن عمر يناهز 73 عاماً.

## مناصب
تولى منصب عضو مجلس النواب الألماني للجمهورية فايمار، وعضو مجلس النواب الألماني من ألمانيا النازية.

## الخدمة العسكرية
خدم في فافن إس إس.

## جوائز
حصل على جوائز منها:
- وسام الفارس الصليبي الحديدي
- وسام الاستحقاق البافاري
- شارة الحزب الذهبية.

## روابط خارجية
- إريك باش على موقع مونزينجر (الألمانية)